# Rodney Stark
Rodney Stark (Jamestown, Dakota del Norte, 8 de julio de 1934-Woodway, Texas, 21 de julio de 2022) fue un sociólogo estadounidense.

## Biografía
Comenzó su carrera como reportero de un periódico. Tras servir en el Ejército de los EE. UU., recibió su doctorado en la Universidad de California, Berkeley, donde ocupó nombramientos como sociólogo investigador en el Survey Research Center (Centro de Investigación y Estudio) y en el Center for the Study of Law and Society (Centro de Estudios de Derecho y Sociedad).
Dejó Berkeley para convertirse en profesor de Sociología y de Estudios Comparados sobre la Religión en la Universidad de Washington. En 2004 se incorporó a la facultad de la Universidad de Baylor.
Publicó treinta libros y más de 140 artículos académicos sobre temas tan diversos como los prejuicios, la delincuencia, el suicidio, y la vida urbana en la antigua Roma. Sin embargo, la mayor parte de su trabajo ha sido sobre la religión.
Fue presidente de la Society for the Scientific Study of Religion (Sociedad para el Estudio Científico de la Religión) y de la Association for the Sociology of Religion (Asociación para la Sociología de la Religión).
También ganó varios premios nacionales e internacionales por su destacada trayectoria. Muchos de sus libros y artículos fueron traducidos y publicados en idiomas extranjeros, incluido el chino, holandés, francés, alemán, griego, indonesio, italiano, japonés, coreano, polaco, portugués, rumano, español, esloveno y turco.

## Obras
- The Rise of Christianity: A Sociologist Reconsiders History. Princeton: Princeton University Press, 1996. ISBN 9780691027494
- One True God: Historical Consequences of Monotheism. Princeton: Princeton University Press, 2003. ISBN 9780691115009
- For The Glory of God: How Monotheism Led to Reformations, Science, Witch-Hunts, and the End of Slavery. Princeton: Princeton University Press, 2003. ISBN 9780691114361
- Exploring the Religious Life. Baltimore: Johns Hopkins University Press. 2004. ISBN 9780801878442
- The Victory of Reason: How Christianity, Freedom, and Capitalism Led to Western Success. New York: Random House. 2005. ISBN 9781400062287
- Cities of God: The Real Story of How Christianity Became an Urban Movement and Conquered Rome, Harper, San Francisco, 2006. ISBN 9780061349881
- What Americans Really Believe. Baylor University Press. 2008. ISBN 9781602581784.

### Ediciones en español
- El Auge del Cristianismo. Barcelona: Editorial Andrés Bello, 2001. ISBN 978-84-95407-65-8
- La expansión del cristianismo. Un estudio sociológico. Trotta. 2009. ISBN 978-84-9879-068-9. Archivado desde el original el 13 de abril de 2016. Consultado el 10 de julio de 2010.[4]
- Falso Testimonio. Ediciones Sal Terrae. 2017. Traducción del libro "Bearing False Witness. Debunking  Centuries of Anti-Catholic History"